# العلاقات السورية الناميبية
العلاقات السورية الناميبية هي العلاقات الثنائية التي تجمع بين سوريا وناميبيا.

## مقارنة بين البلدين
هذه مقارنة عامة ومرجعية للدولتين:
| وجه المقارنة                                              | سوريا                    | ناميبيا          |
| --------------------------------------------------------- | ------------------------ | ---------------- |
| المساحة (كم2)                                             | 185.18 ألف               | 825.62 ألف       |
| عدد السكان (نسمة)                                         | 18.27 مليون              | 2.53 مليون       |
| الكثافة السكانية (ن./كم²)                                 | 98.66                    | 3.06             |
| العاصمة                                                   | دمشق                     | ويندهوك          |
| اللغة الرسمية                                             | اللغة العربية            | اللغة الإنجليزية |
| العملة                                                    | ليرة سورية               | دولار ناميبي     |
| الناتج المحلي الإجمالي (بليون دولار)                      | 60.20 مليار              | 13.24 مليار      |
| الناتج المحلي الإجمالي (تعادل القوة الشرائية) بليون دولار |                          | 25.60 مليار      |
| الناتج المحلي الإجمالي الاسمي للفرد دولار أمريكي          |                          | 4.67 ألف         |
| الناتج المحلي الإجمالي للفرد دولار أمريكي                 |                          | 9.96 ألف         |
| مؤشر التنمية البشرية                                      | 0.594                    | 0.628            |
| رمز المكالمات الدولي                                      | +963                     | +264             |
| رمز الإنترنت                                              | .sy                      | .na              |
| المنطقة الزمنية                                           | ت ع م+02:00، ت ع م+03:00 | ت ع م+02:00      |

## منظمات دولية مشتركة
يشترك البلدان في عضوية مجموعة من المنظمات الدولية، منها:
| علم المنظمة | اسم المنظمة                        | تاريخ انضمام سوريا | تاريخ انضمام ناميبيا |
| ----------- | ---------------------------------- | ------------------ | -------------------- |
|             | يونسكو                             | 16 نوفمبر 1946     | 2 نوفمبر 1978        |
|             | وكالة ضمان الاستثمار متعدد الأطراف | 14 مايو 2002       | 25 سبتمبر 1990       |
|             | الأمم المتحدة                      | 24 أكتوبر 1945     | 23 أبريل 1990        |
|             | الاتحاد البريدي العالمي            | ?                  | ?                    |
|             | البنك الدولي للإنشاء والتعمير      | 10 أبريل 1947      | 25 سبتمبر 1990       |
|             | الاتحاد الدولي للاتصالات           | 12 يناير 1924      | 25 يناير 1984        |
|             | منظمة حظر الأسلحة الكيميائية       | ?                  | ?                    |
|             | مؤسسة التمويل الدولية              | 28 يونيو 1962      | 25 سبتمبر 1990       |
|             | منظمة الشرطة الجنائية الدولية      | ?                  | ?                    |